# Jorge Neumann
Jorge Gonzalo Neumann Labrín (Santiago, Región Metropolitana de Santiago, 18 de octubre de 1957) es un exfutbolista chileno, que jugaba de delantero.

## Trayectoria
Nacido futbolísticamente de las divisiones inferiores del club Universidad de Chile. Debutó en 1974 bajo la dirección técnica de Ulises Ramos, en su primer año jugó 16 partidos anotando goles en dos oportunidades, en la derrota 2:3 ante Green Cross Temuco y en el triunfo 4:2 sobre Santiago Wanderers. En la «U» obtuvo el título de la Liguilla Pre-Libertadores y la Copa Sudamericana de Clubes Universitarios, ambos en 1976.
En 1978 llega a Unión Española, por entonces campeón del fútbol chileno y subcampeón de la Copa Chile.
Entre 1984 y 1985 jugó en Deportes Arica, hoy San Marcos de Arica. Tras el descenso en 1985, para 1986 paso a defender la camiseta de Cobreandino durante la Copa Polla LAN Chile 1986. Tras el descenso, regresó a Unión Española, donde estuvo dos temporadas. Se retiró a fines de la temporada 1988 defendiendo los colores de Deportes Concepción,producto de una lesión en la cadera que lo privó de continuar su carrera.

## Selección nacional
Fue internacional con la selección de fútbol de Chile, debutó con la camiseta de la «roja» el 13 de junio de 1979 en la igualdad 0:0 frente a la selección de fútbol de Ecuador jugado en el Estadio Nacional.

#### Partidos internacionales
| 1     | 13 de junio de 1979 | Estadio Nacional, Santiago, Chile       | Chile      | 0-0 | Ecuador |   |  | Luis Santibáñez | Amistoso                   |
| 2     | 11 de julio de 1979 | Estadio Nacional, Santiago, Chile       | Chile      | 1-0 | Uruguay |   |  | Luis Santibáñez | Copa Juan Pinto Durán 1979 |
| 3     | 18 de julio de 1979 | Estadio Centenario, Montevideo, Uruguay | Uruguay    | 2-1 | Chile   |   |  | Luis Santibáñez | Copa Juan Pinto Durán 1979 |
| Total | Total               | Total                                   | Presencias | 3   | Goles   | 0 |  |                 |                            |

| Selección chilena | Selección chilena | Selección chilena |
| Año               | Partidos          | Goles             |
| ----------------- | ----------------- | ----------------- |
| 1979              | 3                 | 0                 |
| Total             | 3                 | 0                 |

## Estadísticas

### Clubes
| Club                 | País  | Año       |
| -------------------- | ----- | --------- |
| Universidad de Chile | Chile | 1974-1977 |
| Unión Española       | Chile | 1978-1981 |
| Deportes Arica       | Chile | 1984-1985 |
| Cobreandino          | Chile | 1986      |
| Unión Española       | Chile | 1986-1987 |
| Deportes Concepción  | Chile | 1988      |

## Palmarés

### Títulos nacionales
| Título                    | Club                 | País  | Año  |
| ------------------------- | -------------------- | ----- | ---- |
| Liguilla Pre-Libertadores | Universidad de Chile | Chile | 1976 |

### Títulos internacionales
| Título                                     | Club                 | País  | Año  |
| ------------------------------------------ | -------------------- | ----- | ---- |
| Copa Sudamericana de Clubes Universitarios | Universidad de Chile | Chile | 1976 |